# Паскарелли, Руджеро
Руджеро Бруно Паскарелли (итал. Ruggero Pasquarelli; род. 10 сентября 1993 года, Читта-Сант-Анджело, Пескара, Италия) — итальянский певец и актер. В 2010 году он участвовал в четвёртом сезоне итальянской версии шоу талантов Factor X=4. Он также известен своими ролями Федерико Паччини в сериале «Виолетта», и Маттео Бальсано в сериале «Soy Luna».

## Биография
Руджеро Паскарелли родился в провинции Пескара, 10 сентября 1993 года, в семье Бруно и Антонеллы Паскарелли, и вырос в Читта-Сант-Анджело. У Руджеро есть младший брат Леонардо и сестра Виктория. В детстве он брал уроки игры на гитаре и актёрского мастерства. В 2008 году Паскарелли начал брать уроки пения, а с 2009 года он также учился игре на фортепиано. В школьные годы пел в местной рок-группе «65013», свою первую песню написал в 12 лет.  С 2014 года проживает в Буэнос-Айресе. С 2020 года выступает под псевдонимом RUGGERO, он объяснил выбор псевдонима тем, что люди часто произносят его фамилию неправильно.

## X Factor
В 2010 году, ещё школьником, Паскарелли прошёл прослушивание для четвёртого сезона итальянской версии шоу X Factor и был отобран для участия продюсером Марой Майонки. Продвинувшись довольно далеко по ходу конкурса, Паскарелли не смог выступить в финальном концерте, так как ему было 17 лет, а по итальянским законам несовершеннолетние не могут выступать после полуночи; поэтому в финале вместо живого выступления Паскарелли была представлена видеозапись. В результате Паскарелли закончил состязание на шестом месте.
| Выступления и итоги 4-го сезона Factor X | Выступления и итоги 4-го сезона Factor X | Выступления и итоги 4-го сезона Factor X    | Выступления и итоги 4-го сезона Factor X | Выступления и итоги 4-го сезона Factor X |
| Тема                                     | Серия                                    | Выбраная песня                              | Оригинальный исполнитель                 | Результат                                |
| ---------------------------------------- | ---------------------------------------- | ------------------------------------------- | ---------------------------------------- | ---------------------------------------- |
| Выбор участника                          | Слушание                                 | "A me me piace o' blues"с                   | Pino Daniele                             | Он переехал                              |
| Выбор участника                          | Слушание                                 | "Isn't She Lovely"                          | Stevie Wonder                            | Он переехал                              |
| Выбор участника                          | Мастерские                               | "Moondance"                                 | Van Morrison                             | Он переехал                              |
| Выбор участника                          | Дом судей                                | "Home"                                      | Michael Bublé                            | Он переехал                              |
| Выбор наставника                         | Живое шоу 1                              | "A me me piace o' blues"                    | Pino Daniele                             | Спасли                                   |
| Выбор наставника                         | Живое шоу 2                              | "The Great Pretender"                       | The Platters                             | Спасли                                   |
| Выбор наставника                         | Живое шоу 3                              | "Tu vuò fà l'americano"                     | Renato Carosone                          | Спасли                                   |
| Canciones número uno                     | Живое шоу 4                              | "Per te"                                    | Jovanotti                                | Спасли                                   |
| Elección del mentor                      | Живое шоу 5                              | "Crazy Little Thing Called Love"            | Queen                                    | Спасли                                   |
| Música de baile de 1980                  | Живое шоу 6                              | "You're the First, the Last, My Everything" | Barry White                              | Спасли                                   |
| Éxitos italianos del siglo 21            | Живое шоу 7                              | "7000 caffè"                                | Alex Britti                              | Вниз на два                              |
| Enfrentamiento final                     | Живое шоу 7                              | "A me me piace o' blues"                    | Pino Daniele                             | Сохранено судьями                        |
| Enfrentamiento final - canción acapella  | Живое шоу 7                              | "Honesty"                                   | Billy Joel                               | Сохранено судьями                        |
| Canciones de películas                   | Живое шоу 8                              | "Mambo Italiano"                            | Rosemary Clooney                         | Спасли                                   |
| Elección del mentor                      | Живое шоу 9                              | "Crocodile Rock"                            | Elton John                               | Спасли                                   |
| Temas musicales de televisión            | Живое шоу 10                             | "Dove sta Zazà"                             | Gabriella Ferri                          | Вниз на два                              |
| Enfrentamiento final                     | Живое шоу 10                             | "7000 caffè"                                | Alex Britti                              | Исключено публичным голосованием         |
| Enfrentamiento final - canción a capella | Живое шоу 10                             | "Isn't She Lovely"                          | Stevie Wonder                            | Исключено публичным голосованием         |

## Личная жизнь
До 2014 года встречался с девушкой, но позже они расстались из-за переезда.
С 2014 года он живёт в Аргентине. С 2014 по 2020 год встречался со своей коллегой по сериалу «Виолетта» Канделарией Молфесе. С конца 2014 года они вместе снимали видео и выкладывали их на общий канал на YouTube под названием «Ruggelaria» (Руджеро + Канделария). В 2020 году пара объявила о разрыве (причина не известна) 
7 октября 2021 года подтвердились слухи об отношениях между Руджеро и Камилой Орси, моделью и актрисой в возрасте 25 лет. Камила даже участвовала в записи сингла Руджеро “Dos Extraños”, который был выпущен в ноябре 2020 года.

## Фильмография
| Телевидение | Телевидение                    | Телевидение                            | Телевидение                                                        | Телевидение |
| Год         | Название                       | Роль                                   | Примечания                                                         | страна      |
| ----------- | ------------------------------ | -------------------------------------- | ------------------------------------------------------------------ | ----------- |
| 2010        | Factor X                       | Себя                                   | Участник (6 место)                                                 | Италия      |
| 2011        | Социальный король              | Себя                                   |                                                                    | Италия      |
| 2011 - 2012 | В туре                         | Том                                    | Главный состав                                                     | Италия      |
| 2012 - 2015 | Виолетта                       | Федерико Паччини                       | Повторяющаяся роль (Темп. 1–2) Основной актерский состав (Temp. 3) | Аргентина   |
| 2016 - 2018 | Я Луна                         | Маттео Бальсано                        | Главный герой                                                      | Аргентина   |
| 2019        | Аргентина, земля любви и мести | Виктор "Торо" Леоне Джанкарло де Леоне | Основной состав (до 31 серии)                                      | Аргентина   |
| 2022        | Сверхновая                     | June                                   | Основной состав                                                    | Аргентина   |

## Дискография
| Название | Название | Название             |
| Год      | Песня | Альбом               |
| -------- | --- | -------------------- |
| 2010     | «A me me piace 'o Blues» | X Фактор 4 Компания  |
| 2011     | «Accendi il Sole» (с Мартиной Руссоманно и Арианной Константином)                                                                    | В Турне              |
| 2011     | «Una Vita Per Me» (с Мартиной Руссоманно и Арианной Константином)                                                                    | В Турне              |
| 2011     | «Elettrica»(с Мартиной Руссоманно и Арианной Константином)                                                                           | В Турне              |
| 2011     | «Lo Show»(с Мартиной Руссоманно и Арианной Константином)                                                                             | В Турне              |
| 2012     | «Tienes El Talento» (с актерским составом Виолетты)                                                                                  | Cantar Es Lo Que Soy |
| 2013     | «Luz, Cámara y Acción» (c Хорхе Бланко, Сэмюэль Наскименто, Факундо Гамбанде, Николя Гарнье, Диего Домингес и Хабиани Понсе Де Леон) | Hoy Somos Más        |
| 2013     | «Esto No Puede Terminar» (с актерским составом Виолетты)                                                                             | Hoy Somos Más        |
| 2014     | «Rescata Mi Corazón» | Gira Mi Canción      |
| 2014     | «En Gira»(с актерским составом Виолетты)                                                                                             | Gira Mi Canción      |
| 2014     | «Queen Of The Dance Floor» (c Хорхе Бланко,,Факундо Гамбанде, Николя Гарнье и Сэмюэль Наскименто)                                    | Gira Mi Canción      |
| 2014     | «Friends Till The End (с актерским составом Виолетты)                                                                                | Gira Mi Canción      |
| 2015     | «Crecimos Juntos» (с актерским составом Виолетты)                                                                                    | Crecimos Juntos      |
| 2015     | «Es Mi Pasión»(с актерским составом Виолетты)                                                                                        | Crecimos Juntos      |
| 2015     | «Llámame» (с актерским составом Виолетты)                                                                                            | Crecimos Juntos      |
| 2015     | «Solo Pienso En Ti» (c Хорхе Бланко и Факундо Гамбанде, Николя Гарнье и Сэмюэль Наскименто)                                          | Crecimos Juntos      |
| 2015     | «Más Que Una Amistad» (c Хорхе Бланко и Факундо Гамбанде, Николя Гарнье и Сэмюэль Наскименто)                                        | Crecimos Juntos      |
| 2015     | «Mi Princesa» (c Хорхе Бланко,,Факундо Гамбанде, Николя Гарнье и Сэмюэль Наскименто)                                                 | Crecimos Juntos      |
| 2015     | «Mil Vidas Atrás» (c Хорхе Бланко,,Факундо Гамбанде, Николя Гарнье и Сэмюэль Наскименто)                                             | Crecimos Juntos      |
| 2016     | «Siento» | Soy Luna             |
| 2016     | «Prófugos»(с Валентиной Зенере) | Soy Luna             |
| 2016     | «I'd Be Crazy (с Майклом Ронда, Агустином Бернаскони, Лионелом Ферро, Хорхе Лопесом и Гастоном Вьетто)                               | Soy Luna             |
| 2016     | «Camino» (с актерами из сериала "Я Луна")                                                                                            | Soy Luna             |
| 2016     | «Vuelo» (с актерами из сериала "Я Луна")                                                                                             | Música en ti         |
| 2016     | «Qué Más Da» (с Кароль Севильей) | Música en ti         |
| 2016     | «A Rodar Mi Vida» (с актерами из сериала "Я Луна")                                                                                   | Música en ti         |
| 2016     | «Nada Ni Nadie» | Música en ti         |
| 2016     | «Eres (Radio Disney Vivo)» (с Кароль Севилья и Майклом Рондой)                                                                       | Música en ti         |
| 2016     | «Alas (Radio Disney Vivo)» (с актерами из сериала "Я Луна")                                                                          | Música en ti         |
| 2017     | «Valiente»(с актерами из "Я Луны")                                                                                                   | La Vida es un Sueño  |
| 2017     | «Cuenta Conmigo» (с актерами из "Я Луны")                                                                                            | La Vida es un Sueño  |
| 2017     | «Vives En Mí»(с Кароль Севильей) | La Vida es un Sueño  |
| 2017     | «I've Got a Feeling» (с актерами из "Я Луны")                                                                                        | La Vida es un Sueño  |
| 2017     | «Princesa» | La Vida es un Sueño  |
| 2017     | «Footloose» (с актерами из " Я Луны")                                                                                                | La Vida es un Sueño  |
| 2017     | «Allá Voy» | La Vida es un Sueño  |
| 2017     | «Stranger» | La Vida es un Sueño  |
| 2017     | «Aquí Estoy» (с Агустином Бернаскони)                                                                                                | La Vida es un Sueño  |
| 2017     | «Siempre Juntos» (с актерами из "Я Луны")                                                                                            | La Vida es un Sueño  |
| 2018     | «Modo Amar» (с актерами из "Я Луны")                                                                                                 | Modo Amar            |
| 2018     | «Quiero Verte Sonreír» | Modo Amar            |
| 2018     | «Tiempo de Amor» (с Майклом Ронда, Лионелом Ферро и Гастоном Вьетто)                                                                 | Modo Amar            |
| 2018     | «Despierta Mi Mundo» (с актерами из "Я Луны")                                                                                        | Modo Amar            |
| 2018     | «Quédate»(с Кароль Севильей) | Modo Amar            |
| 2018     | «Decirte lo que Siento» (с Майклом Ронда, Лионелом Ферро и Гастоном Вьетто)                                                          | Modo Amar            |
| 2018     | «Si lo Sueñas Claro» (с актерами из "Я Луны")                                                                                        | Modo Amar            |
| 2018     | «Esta Noche No Paro» | Modo Amar            |
| 2018     | «Nadie Como Tú» (с Майклом Ронда, Лионелом Ферро и Гастоном Вьетто, Хорхе Лопес и Агустин Бернаскони)                                | Modo Amar            |
| 2018     | «Todo Puede Cambiar» (с актерами из "Я Луны")                                                                                        | Modo Amar            |
| 2019     | «Probablemente» | Por anunciarse       |
| 2019     | «No Te Voy A Fallar» | Por anunciarse       |
| 2019     | «Apenas Son Las 12» (con MYA) | Por anunciarse       |

| год  | песня                                                                                       |  |  |
| ---- | ------------------------------------------------------------------------------------------- |  |  |
| 2020 | Puede Архивная копия от 1 ноября 2020 на Wayback Machine                                    |  |  |
| 2020 | Bella Архивная копия от 11 ноября 2020 на Wayback Machine                                   |  |  |
| 2020 | Tres Dedos, RUGGERO - Por Eso Estoy Aquí Архивная копия от 9 ноября 2020 на Wayback Machine |  |  |
| 2020 | Dos Extraños Архивная копия от 23 ноября 2020 на Wayback Machine                            |  |  |
| 2020 | Mil Razones                                                                                 |  |  |

## Награды и номинации
| Год  | Награда                       | Категория                   | Номинируемая работа                      | Результат | ссылка                                       |
| ---- | ----------------------------- | --------------------------- | ---------------------------------------- | --------- | -------------------------------------------- |
| 2015 | Kids' Choice Awards Аргентина |                             | Виолетта                                 | Победа    |                                              |
| 2016 | Kids' Choice Awards Колумбия  | Любимый актер               | Я Луна                                   | Победа    |                                              |
| 2016 | Kids' Choice Awards Аргентина | Любимый актер               | Я Луна                                   | Победа    | es:Ruggero Pasquarelli#cite note-kcaa2016-24 |
| 2016 | Kids' Choice Awards Аргентина | Вирусный момент             | Руджелария (Руджеро и Канделария)        | Победа    | es:Ruggero Pasquarelli#cite note-kcaa2016-24 |
| 2017 | Kids' Choice Awards Колумбия  | Любимый актер               | Я Луна                                   | Победа    |                                              |
| 2017 | Tú Awards                     | #Самый красивый парень      | Я Луна                                   | Проигрыш  |                                              |
| 2017 | Tú Awards                     | #Самая милая пара           | Руджеро Паскарелли и Канделария Мольфесе | Проигрыш  |                                              |
| 2018 | Kids' Choice Awards Мексика   | Любимый музыкальный Youtube |                                          | Победа    |                                              |

## Турне
- Soy Luna en concierto (2017) - Gira latinoamericana
- Soy Luna Live (2018) - Gira europea
- Soy Luna en vivo (2018) - Gira latinoamericana
- NTVF (2019) - Gira latinoamericana